# Ranya
Ranya (kurd: ڕانیە, Ranye; àrab: رانية, Rāniya) és una ciutat al Kurdistan iraquià, dins de la governació de Sulaymaniyya.

## Geografia
Tot i que la seva altitud mitjana és de només 576 metres, es troba en una regió muntanyosa. És la ciutat principal que hi ha a les ribes del llac Dukan que es troba al curs del Zab Inferior.
Ranya es troba aproximadament a 85 quilòmetres a l'oest de Silêmanî, la capital de la província, i a 315 quilòmetres al nord-nord-est de Bagdad, la capital d'Iraq.

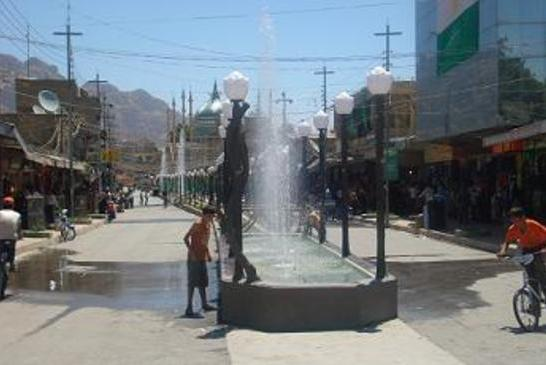
Carrers de Ranya.

El setembre de 2017, un equip d'arqueòlegs iraquians i britànics, dirigit per experts del Museu Britànic, va visitar el jaciment de l'antiga ciutat de Qalatga Darband, situada al sud de Ranya i que es creu que va ser fundada per Alexandre el Gran l'any 331 aC. Aquesta va ser la primera vegada que els arqueòlegs van anar al jaciment després del seu descobriment l'any 1996 mitjançant imatges per satèl·lit nord-americanes preses a la dècada de 1960 i desclassificades a la dècada de 1990.

## Clima
Ranya té un clima mediterrani. La temperatura mitjana és de 21 °C. El mes més calorós és el juliol, amb temperatures que poden arribar als 36 °C, i el més fred és el febrer, amb mitjanes de 8 °C. La pluviositat mitjana és de 1.239 mm anuals. El mes més plujós és el novembre amb 362 mm de pluja, i el més sec és l'agost, amb només 14 mm.

## Demografia
L'any 2013 la seva població s'estimava en 55.477 habitants.